# Wilbur Clinton Knight

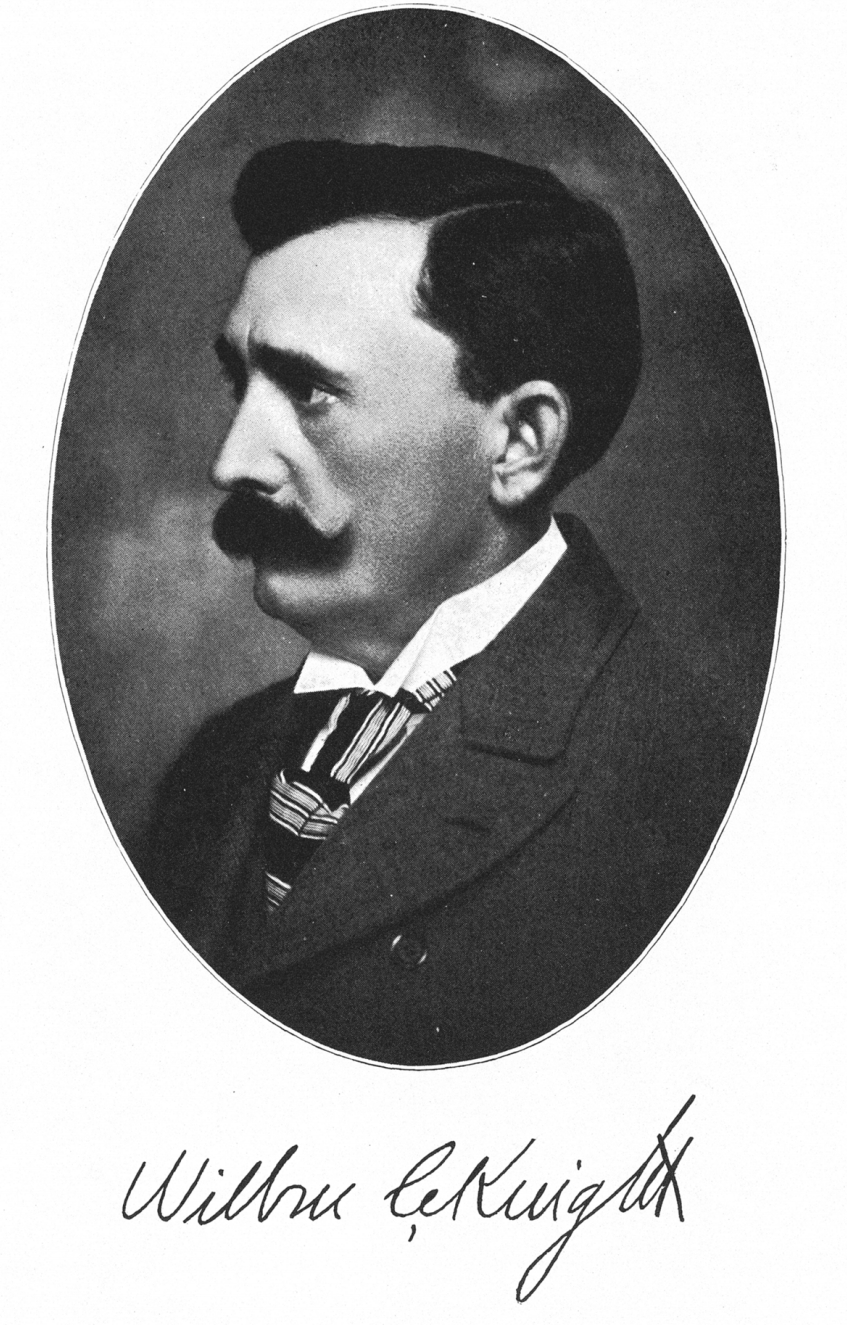
Wilbur C. Knight mit seiner Unterschrift

Wilbur Clinton Knight (* 13. Dezember 1858 in Rochelle; † 28. Juli 1903 in Laramie) war ein Geologe und Gründungsprofessor für Geologie an der Universität von Wyoming. Er wirkte auch als Staatsgeologe für Wyoming und erstellte einige der frühesten geologischen Karten der Region. Sein Sohn Samuel Howell Knight wurde ebenfalls ein angesehener Geologe. Ihm zu Ehren ist die Gattung Knightia benannt.

## Leben
Knight wurde in Rochelle, Illinois, geboren, von wo aus sein Vater David auf eine Farm in Blue Springs, Nebraska, zog. Anschließend besuchte er die Universität von Nebraska und machte 1886 seinen Abschluss. Kurzzeitig erwog er, Botanik zu studieren. Anschließend arbeitete er ab 1887 als Prüfer bei der Swan Testing and Sampling Company in Cheyenne, 1888 wurde er Superintendent für Bergbau in Colorado und Wyoming. Er studierte auch für seinen Masterabschluss, den er 1893 erhielt. 1898 wurde er Staatsgeologe für Wyoming und promovierte 1901. 1893 übernahm er den Lehrstuhl für Geologie und Bergbautechnik an der Universität von Wyoming und war am Aufbau des Fachbereichs und der Lehre der Geologie im Bundesstaat beteiligt. Er gründete auch das geologische Museum, für das er selbst Sammlungen anlegte, aber auch die Dienste von William Harlow Reed in Anspruch nahm. Im Jahr 1900 erstellte er eine der frühesten geologischen Karten von Wyoming. Knight entdeckte 1903 fossile Elefanten in Wyoming und schätzte die Dauer des Känozoikums auf etwa vier Millionen Jahre. Er war ein Pionier der Fotografie in der Paläontologie. Er leitete häufig geologische Exkursionen für seine Studenten und für interessierte Menschen. Im Jahr 1899 führte er eine Gruppe von etwa 100 Fossiliensammlern um Como Bluff und den Grand Canyon. Der Transport wurde von der Union Pacific Railroad kostenlos zur Verfügung gestellt. 1902 veröffentlichte er eines seiner letzten Werke über die Vögel von Wyoming.
Knight heiratete 1889 Elizabeth Emma Howell, eine Kommilitonin an der Universität von Nebraska. Emma Knight arbeitete im Bildungswesen und wurde die erste Dekanin für Frauen an der Universität von Wyoming. Sie hatten drei Kinder, von denen Samuel Howell Knight seinem Vater als Geologe und Professor an der Universität von Wyoming folgte. Knight war auch musikalisch begabt und spielte in der Universitätskapelle. Er war auch Mitglied der American Ornithologie.
Knight starb an einer Bauchfellentzündung infolge eines Blinddarmdurchbruchs. Ihm zu Ehren wurde die Gattung Knightia benannt, die 1987 zum Staatsfossil von Wyoming gewählt wurde.